# 24 City
24 City (二十四城記T, 二十四城记S, Er shi si cheng jiP, lett. "La storia di 24 città") è un film del 2008 diretto da Jia Zhangke.
In concorso al Festival di Cannes del 2008, lo stile narrativo del film è descritto dai critici come una miscela di fittizia tra documentario e racconto, si compone di interviste autentiche e scene fittizie fornite da attori (ma presentata sotto forma di documentario).

## Trama
Riflessione sul modo in cui la Cina insegue il futuro a velocità impressionanti, cancellando il suo passato con la violenza di un rullo compressore. Attraverso 50 anni e tre diverse generazioni questo film-documentario racconta le vite delle lavoratrici di una fabbrica destinata a essere demolita per fare largo ad un grattacielo.